# Giuseppe Frari
Giuseppe Frari (in croato il nome viene anche tradotto in Josip Frari) (Treviso, 1738 – Sebenico, 1801) è stato un medico ed epidemiologo italiano, uno dei primi medici moderni dell'intera Dalmazia, rinomato per i suoi studi di carattere epidemiologico.
Fu il capostipite di una famiglia di famosi medici della città di Sebenico.

## Vita
Nato a Treviso ai tempi della Repubblica di Venezia, nel 1761 si laureò in medicina all'Università degli Studi di Padova, esercitando poi per dieci anni la professione in patria.
All'età di trentatré anni (1771) si trasferì a Sebenico per assumere il ruolo di medico primario (capo dei medici municipali), con incarico direttivo del locale ospedale, inaugurato appena sedici anni prima. Nelle fonti è indicato anche per un certo periodo come medico primario di Zara.
La pratica professionale lo portò a pubblicare la sua prima opera, quelle "Riflessioni teorico-mediche sopra una grave malattia, l'istoria della quale farà vedere li sintomi che precedettero (...)" (Ancona, Presso Pietro Ferri 1783), nella quale si descrive il caso di un paziente - tale Zorzi Carnetich - colpito dalla malattia della rabbia, per la prima volta incontrata dal Frari nel corso della sua professione medica. L'opera è interessante per l'approccio scientifico-descrittivo, dall'individuazione della causa (il morso di un gatto) alla puntuale descrizione dei sintomi, per concludere con le varie ipotesi patologiche ed i rimedi intrapresi (iniziati con salassi e applicazioni di mercurio). L'esito finale infausto spinge il Frari ad intraprendere una serie di analisi sulla trasmissione della malattia da un animale all'uomo.
Il secondo caso di rabbia descritto nell'opera - la contadina Antonia Vusich - viene accostato dal Frari al precedente, indicandone similitudini e differenze.

## L'epidemia del 1783
La situazione igienico-sanitaria di Sebenico a quei tempi è assai carente, tanto che nel 1783 la città viene colpita da un'epidemia di febbre contagiosa (probabilmente tifo o peste), che causò la morte di un notevole numero di cittadini.
Il Frari venne accusato di essere responsabile dell'esito di tale epidemia, tanto che tre anni dopo pubblicò una "Storia ragionata delle malattie acute insorte nella città di Sebenico in Dalmazia l'anno 1783, con una breve descrizione delle malattie dell'anno 1786" (Ancona, Presso Piero Ferri 1786): non si tratta solamente di un saggio scientifico, ma anche di un tentativo di costruire una prova a proprio discarico, tanto che l'opera venne indirizzata direttamente al senatore veneziano Giovanni Minotto.
Partendo da una panoramica sulle condizioni della città, il Frari passa a descrivere il decorso della malattia, i rilievi autoptici, le descrizioni teoriche e i vari metodi di trattamento intrapresi. La responsabilità dello scatenarsi dell'epidemia viene fatta ricadere sul clima eccezionalmente caldo e umido di quell'estate, accompagnato dalla mancanza delle salutati brezze autunnali che generalmente provvedevano a rinfrescare l'aria eliminando i miasmi pericolosi. Il tutto venne poi favorito dalla scarsa alimentazione del popolo, dalla cattiva qualità delle acque e dalla mancanza di vestiti adeguati. Sebenico è raccontata come una città fatta di alte costruzioni intervallate da strade strette, che non permettevano un buon passaggio né dei raggi solari, né dei venti; la sporcizia impera dappertutto e dalle case filtrano odori nauseabondi. La conclusione del Frari è che l'educazione all'igiene avrebbe evitato per il futuro altre epidemie del genere.
Al termine del testo, un breve riassunto statistico informa il lettore dei dati precisi dei 37 pazienti curati da Frari ed in seguito morti, sul totale degli oltre 800 colpiti dalla malattia.

## Gli ultimi anni
Lo studio del Frari lo scagionò ed anzi lo rese molto noto: fu il primo lavoro medico-statistico dell'intera Dalmazia. Gli ultimi anni di lavoro lo videro tranquillamente procedere verso i pubblici riconoscimenti: rimase sempre legato al suo paese di nascita, ma anche dopo il cambio di regime dovuto al crollo della Repubblica di Venezia (1797) continuò a vivere a Sebenico, dove morì onorato e rispettato nel 1801.

## La dinastia dei Frari
Giuseppe Frari fu il capostipite di una dinastia di medici dalmati, fra i quali si ricordano i figli Angelo Antonio e Sebastiano; i nipoti Michele Carlo e Luigi. Quest'ultimo fu anche uno dei principali esponenti del Partito Autonomista di Sebenico, nonché deputato della Dieta della Dalmazia fra il 1867 e il 1870.

## Identificazione nazionale
Fino ad anni recenti, la questione dell'identificazione nazionale di Giuseppe Frari non fu mai affrontata: la sua nascita a Treviso, l'aver trascorso quasi interamente la sua vita come suddito della Serenissima e la mancanza assoluta di suoi testi in lingua diversa dall'italiano o dal latino non sembravano poter dare spazio a dubbi.
Attualmente, la maggior parte delle pubblicazioni croate lo definiscono invece medico croato. Il suo nome viene spesso traslitterato in Josip Frari.